# Fodboldklubben Sorø Freja
Fodboldklubben Sorø Freja er en dansk fodboldklub, der holder til i den midtsjællandske by Sorø. De spiller i sæsonen 2023-24 i serie 2 under DBU Sjælland. Deres spillested er Sorø Stadion.

## Ekstern kilde/henvisning
- Fodboldklubben Sorø Freja's officielle hjemmeside